# Прапор Чола
 Прапор Чола або прапор тигра (там. புலி கொடி ) використовувався тамільською династією Чола. Тигр або Тигр, що стрибає, був королівською емблемою Чола і зображувався на монетах, печатках і прапорах. На монетах Уттама Чоли тигр Чола був зображений, що сидить між рибою-близнюком Пандья та луком Чера. Прапор Чола згадується в Перія Пуранам , який був складений у 12 столітті Секкіжаром. 
У Перія Пуранам згадується про прапор Чола: 
|  | பாட்டியற் றமிழுரை பயின்ற வெல்லையுட் கோட்டுயர் பனிவரைக் குன்றி னுச்சியிற் சூட்டிய வளர்புலிச் சோழர் காவிரி நாட்டியல் பதனையா னவில லுற்றனன். - பெரியபுராணம் |

## Сучасні похідні
Прапор Таміл Іламу був натхненний прапором Чола. 